# 马井镇 (萧县)
马井镇，是中华人民共和国安徽省宿州市萧县下辖的一个乡镇级行政单位。

## 行政区划
马井镇下辖以下地区：
马井村、黄楼村、许破楼村、曲里铺村、吴瓦房村、王楼村、朱集村、权楼村、郝庄村、孙庄村、吴九店村、麻堤口村、长征村、朱庄村、道口村、沙河南园艺场和沙河北园艺场。